# Чабер садовый
Чабер садовый, или Чабер душистый (лат. Satureja hortensis) — однолетнее растение, вид рода Чабер (Satureja) семейства Яснотковые (Lamiaceae).

## Распространение и экология
Произрастает в Южной Европе, Крыму, Турции, Средней Азии.
Растёт на сухих щебнистых и каменистых склонах, скалах. Разводится на огородах и в садах, иногда дичает и произрастает как сорное.

## Ботаническое описание

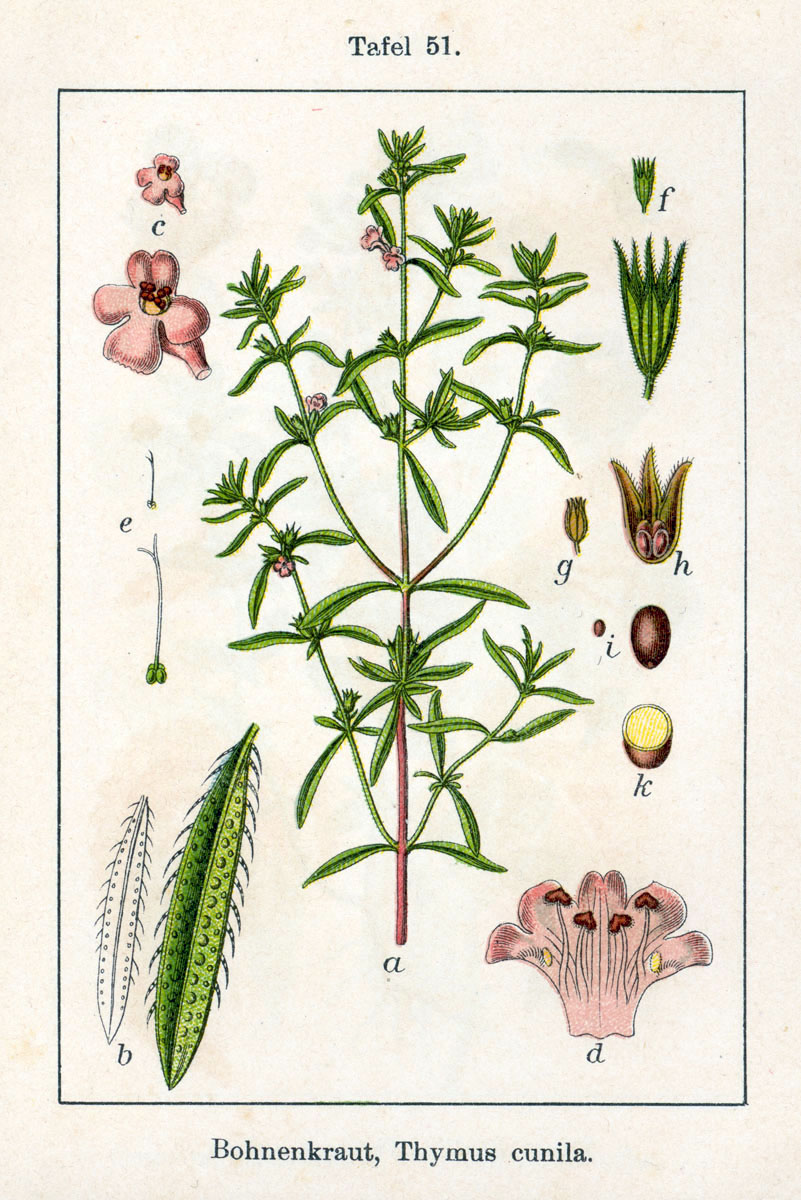

Корень тонкий, прямой, почти цилиндрический, длиной 10—15 см.
Стебли 15—30 см длиной, ветвистые от основания, с расставленными ветвями, мелко и прижато волосистые от загнутых вниз коротких волосков.
Листья линейные или линейно-ланцетные, длиной 1,5—2,5 см, острые.
Цветки по 3—5 в пазушных ложных мутовках, верхние сидячие, нижние на коротких цветоножках, образуют рыхлое вытянутое соцветие. Чашечка длиной 4 мм, волосистая, почти правильная. Венчик светло-лиловый или розоватый с пурпурными пятнышками в зеве. Тычинки обычно короче верхней губы.
Плод — орешек, яйцевидно-трёхгранный, почти голый.
Цветёт в июле—октябре.

## Химический состав
В растении содержатся эфирное масло, дубильные вещества, слизи и смолы. Содержание эфирного масла изменяется в процессе развития растений. В период максимального накопления эфирное масло представляет собой жидкость светло-жёлтого цвета с резким запахом, напоминающим запах тимьяна. В состав масла входят карвакрол (30—42 %), n-цимол (до 20), терпеновые углеводороды (до 40 %).

## Значение и применение

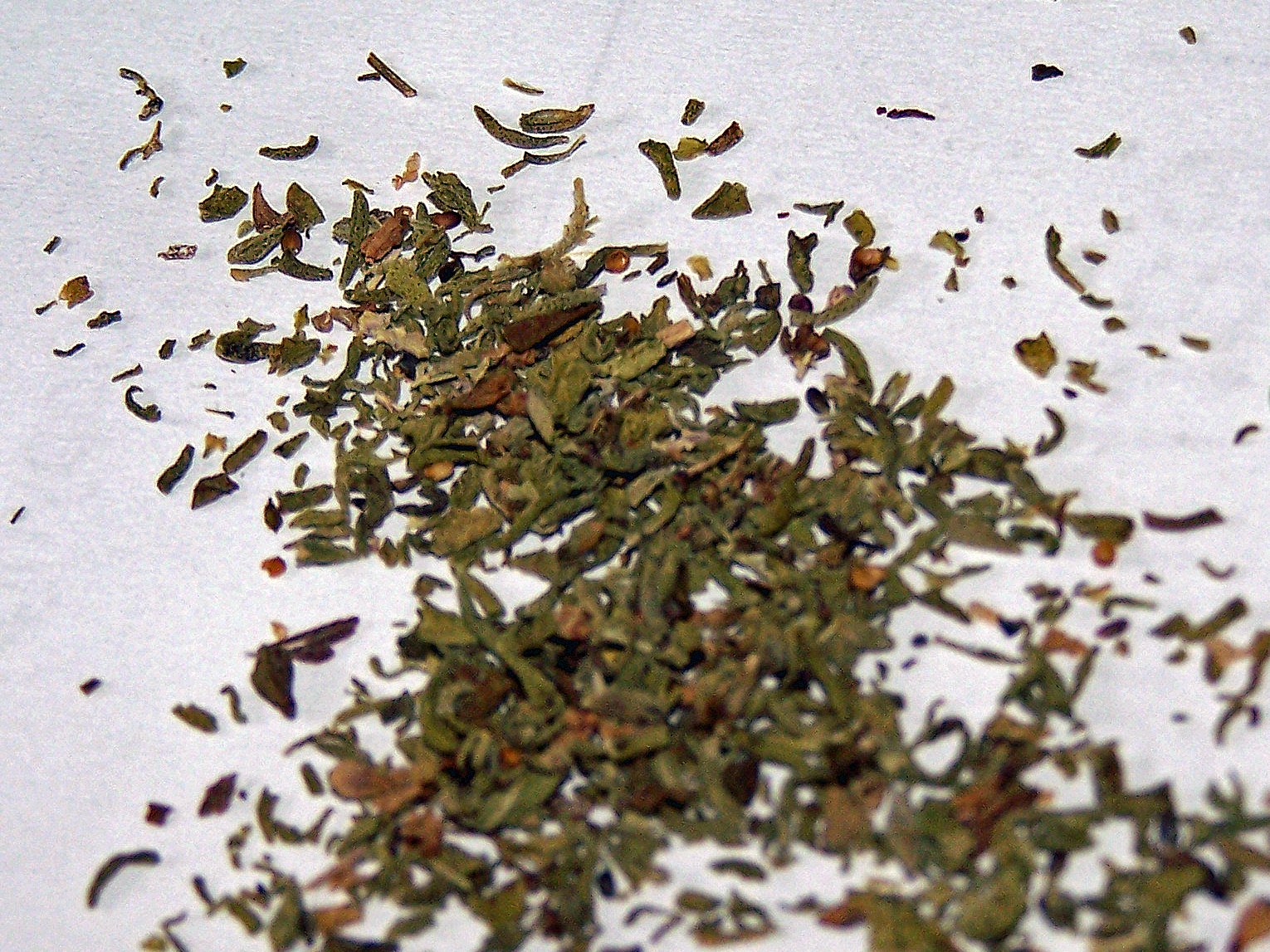
Сушёный чабер

### Применение в кулинарии
Растение имеет сильный аромат, пикантный, острый и пряный вкус. Используются свежие и сушеные листья в качестве пряности при солении огурцов и томатов, а также в кулинарии для ароматизации пищи.
Свежий чабер садовый пользуется популярностью при приготовлении блюд из зелёной и белой фасоли, а также из других бобовых, грибов (за исключением шампиньонов), мясных и картофельных салатов, отварной рыбы, жареной сельди, супов, майонеза, начинок для птицы, бифштексов, котлет, колбас, жареного картофеля, рагу из мяса, блюд из сыра, гренок и солёного печенья.

### Применение в медицине
Фармацевтическая промышленность использует чабер садовый для получения эфирного масла, лекарственных чаев и настоек. В клинических исследованиях подтверждена эффективность использования лекарственных форм из чабера при метеоризме, как вяжущего при желудочно-кишечных расстройствах, а также как противоглистного средства, при желудочных коликах и для укрепляющих ванн.
В народной медицине Болгарии настой чабера использовали как мочегонное, потогонное средство, при тахикардии, мигрени, как средство, повышающее аппетит, противорвотное, бактерицидное, спазмолитическое и противокашлевое.

## Классификация

### Таксономия
Вид Чабер садовый входит в род Чабер (Satureja) семейства Яснотковые (Lamiaceae) порядка Ясноткоцветные (Lamiales).
|  |                                      |  |                                                             |                                                             |                      |  | ещё 21 семейство (согласно Системе APG II) | ещё 21 семейство (согласно Системе APG II) |                     |  |  |  | ещё 30 — 40 видов |
|  |                                      |  |                                                             |                                                             |                      |  | ещё 21 семейство (согласно Системе APG II) | ещё 21 семейство (согласно Системе APG II) |                     |  |  |  | ещё 30 — 40 видов |
|  |                                      |  |                                                             | порядок Ясноткоцветные                                      |                      |  |                                            |                                            | род Чабер           |  |  |  |                   |
|  |                                      |  |                                                             | порядок Ясноткоцветные                                      |                      |  |                                            |                                            | род Чабер           |  |  |  |                   |
|  | отдел Цветковые, или Покрытосеменные |  |                                                             |                                                             | семейство Яснотковые |  |                                            |                                            | вид Чабер садовый   |  |  |  |                   |
|  | отдел Цветковые, или Покрытосеменные |  |                                                             |                                                             | семейство Яснотковые |  |                                            |                                            |                     |  |  |  |                   |
|  |                                      |  | ещё 44 порядка цветковых растений (согласно Системе APG II) | ещё 44 порядка цветковых растений (согласно Системе APG II) |                      |  |                                            | ещё около 210 родов                        | ещё около 210 родов |  |  |  |                   |
|  |                                      |  |                                                             | ещё 44 порядка цветковых растений (согласно Системе APG II) |                      |  |                                            |                                            | ещё около 210 родов |  |  |  |                   |